# August Priske
Pour les articles homonymes, voir Priske.
August Priske, né le 23 mars 2004 à Genk en Belgique, est un footballeur danois qui évolue au poste d'avant-centre au FC Midtjylland.

## Biographie

### En club
Né à Genk en Belgique, August Priske est formé par le FC Midtjylland. Il est prêté le 31 août 2021 au PSV Eindhoven, où il est intégré dans un premier temps à l'équipe U18 du club avant d'intégrer l'équipe réserve.
Priske fait son retour au FC Midtjylland lors de l'été 2023 et fait ses débuts en équipe première le 6 août 2023, lors d'une rencontre de championnat face au Lyngby BK. Il entre en jeu à la place de Sory Kaba. Cette apparition lui permet de remporter son premier titre en étant sacré Champion du Danemark en 2023-2024, Midtjylland remportant le titre en fin de saison.
Le 22 août 2023, August Priske est de nouveau prêté, cette fois-ci au FC Eindhoven jusqu'à la fin de la saison,.
Priske se fait remarquer dès son premier match en marquant un but le 25 août 2023, lors d'une rencontre de championnat face au NAC Breda. Buteur après son entrée en jeu, il participe à la victoire de son équipe par deux buts à zéro.

### En sélection
August Priske représente l'équipe du Danemark des moins de 18 ans, jouant au total deux matchs en 2022.

## Vie privée
August Priske est le fils de Brian Priske, footballeur professionnel devenu entraîneur. Il est né à Genk lorsque son père évoluait sous les couleurs du club de la ville, le KRC Genk.

## Palmarès
FC Midtjylland
- Championnat du Danemark (1) :
  - Champion : 2023-2024.